# アロフ・ド・ヴィニャクールと小姓の肖像
『アロフ・ド・ヴィニャクールと小姓の肖像』（アロフ・ド・ヴィニャクールとこしょうのしょうぞう、伊: Ritratto di Alof de Wignacourt con paggio、英: Portrait of Alof de Wignacourt and his Page）は、1607-1608年ごろにイタリアのバロック期の巨匠カラヴァッジョが制作した絵画で、画家唯一の全身立像による肖像画である。カラヴァッジョがマルタ島で描いたと思われる作品は6点残っているが、その中で本作が一番最初に描かれたのは間違いない。1670年にフランス国王ルイ14世に売却され、フランス王室コレクションに入っているので、モデルのヴィニャクールが早い段階でフランスに送るか、持ち帰るかしたようである。作品は現在、パリのルーヴル美術館に所蔵されている。なお、カラヴァッジョは、もう一点、本作のモデルであるヴィニャクールの座像肖像画を描いたと考えられるが、失われたようである。

## 背景
カラヴァッジョは、1607年7月にナポリからマルタ島に到着した。画家で伝記作家のジョヴァンニ・バリオーネと美術理論家ジョヴァンニ・ピエトロ・ベッローリによると、画家はすぐにアロフ・ド・ヴィニャクールと他の聖ヨハネ騎士団 (マルタ騎士団）の最高位の騎士たちの肖像画を描き始めた。
アロフ・ド・ヴィニャクールは、1564年に17歳で聖ヨハネ騎士団に加わり、翌年マルタ包囲戦で武功を立てた。以後、オスマン・トルコ軍は敗北し、二度と島に戻ってくることはなかった。ヴィニャクールは1601年に団長に選出され、騎士団および包囲後の新しい首都バレッタの威信を高めることを決意した。したがって、ヴィニャクールがローマとナポリで最も有名であった画家カラヴァッジョを自分の宮廷に迎える機会を歓迎したのは、驚くべきことではなかった。そして、カラヴァッジョにとって、騎士団長の肖像を描く仕事が何よりも優先されたのは当然であった。

## 作品

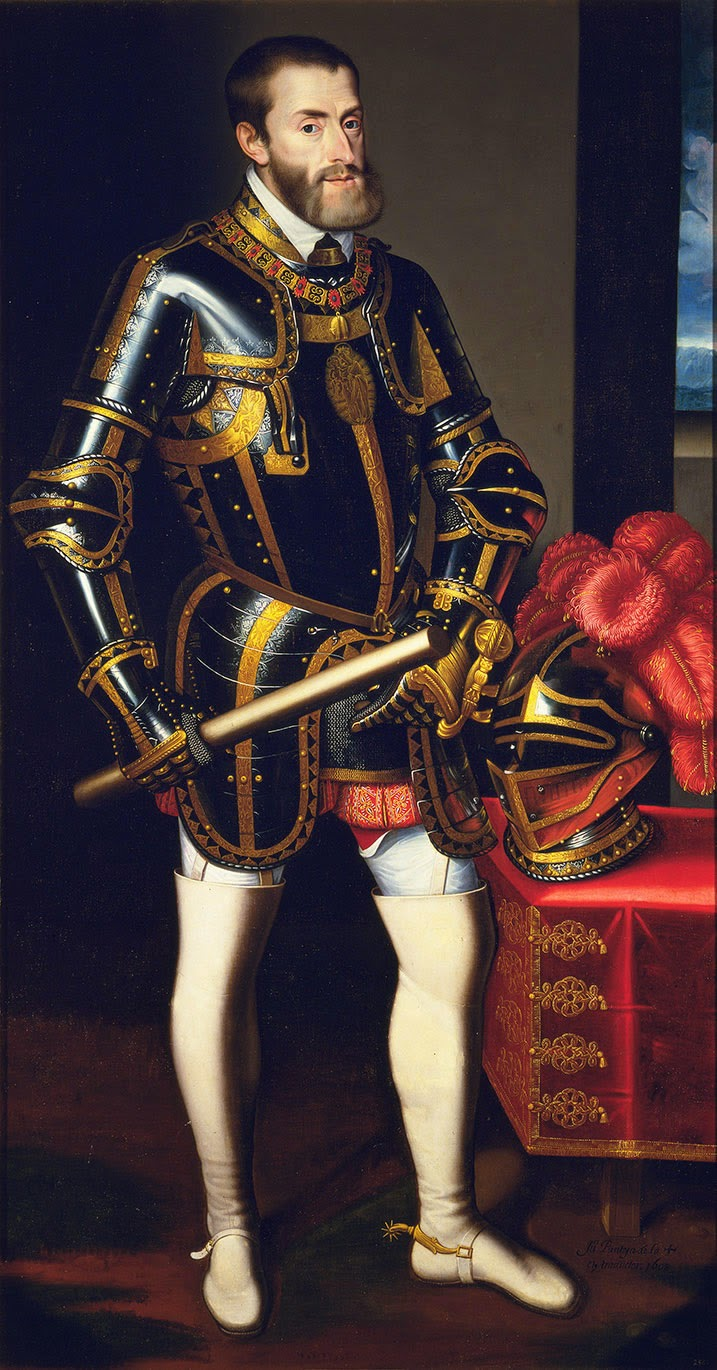
フアン・パントーハ・デ・ラ・クルス『神聖ローマ皇帝カール5世の肖像』(1599年)、エル・エスコリアル修道院、マドリード近郊

この有名な肖像画では、正式な鎧 (当時のものではなく、ヴィニャクールが1571年のレパントの海戦時に身に着けた古風な鎧) を着た団長が指揮棒を持っており、その指揮棒の輝く光は騎士団の軍事力を象徴している。この肖像画は、16世紀ヴェネツィア派の巨匠ティツィアーノが描いた『神聖ローマ皇帝カール5世の肖像』に倣って描かれたと思われる。ティツィアーノの作品は18世紀の火災で焼失したが、スペインの画家フアン・パントーハ・デ・ラ・クルスなどによる複製が多数残っており、ヴィニャクールも目にしたにちがいない。彼は、最も正統的な指揮官の肖像を求めたのであろう。
当時、ヴィニャクールは60歳で、「戦う修道士」を率いる貫録を示している。彼は島の要塞を強化し、都市への水を確保するために水道橋を建設したことに加え、オスマン・トルコに対して何回か攻撃を仕掛けていた。ヴィニャクールは騎士団を主権国家に変え、自身のますます裕福になっていく宮廷で、事実上、自身を教皇以外の誰にも責任を負わない王子に仕立て上げた。ヴィニャクールの革新の1つは、王子のいる宮廷のファッションを模倣して、若い小姓で自身を取り囲むことであった。小姓たちは、ヨーロッパの最も高貴なカトリックの家庭から選ばれた。ジョン・ガッシュらによると、本肖像画に描かれている小姓はおそらく、功名を立てる人生を送ることになるフランスの貴族ニコラ・ド・パリ・ボワシー (1657年にフランスの大修道院長になった) である。一方、マウリツィオ・マリーニは、小姓はカラヴァッジョの重要なパトロンであったオッターヴィオ・コスタの息子アレッサンドロではないかと考えている。アレッサンドロは、12人いたヴィニャクールの小姓の1人であったからである。

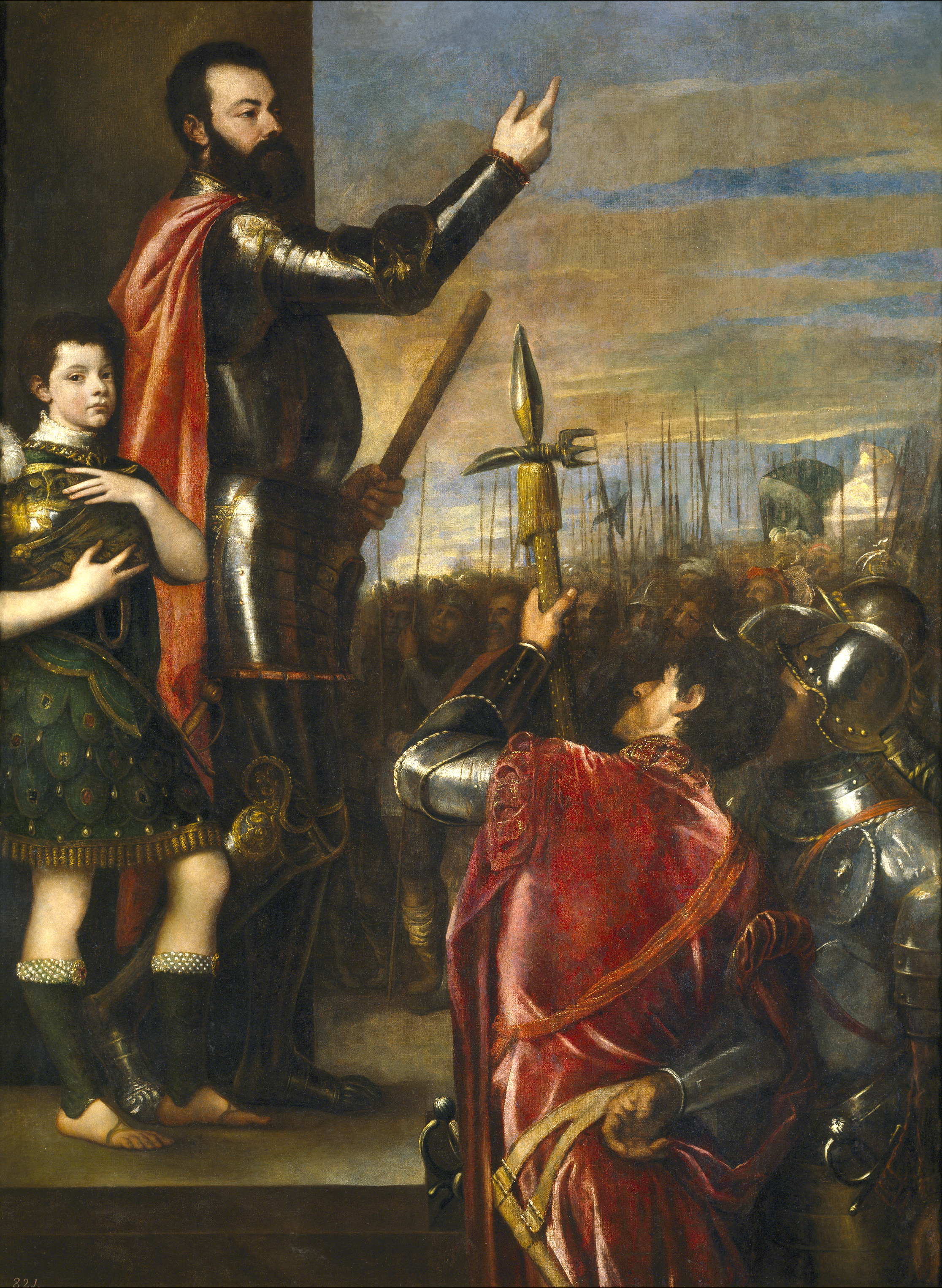
ティツィアーノ『軍隊に演説するアルフォンソ・ダヴァロス』(1540年ごろ) プラド美術館、マドリード

ボワシー (アレッサンドロ) は構図の中にややぎこちなく配置されている。その足は、まるでヴィニャクールの横に立っているかのように、ヴィニャクールの脚と並列しているが、ボワシーの手と兜はヴィニャクールの肘に重なっており、腰から上はボワシー (アレッサンドロ) のほうが前にいるような印象を与えている。このことは、カラヴァッジョがモデルを前にして描かなかった習慣によって説明できる。ヴィニャクールと小姓は、画家のアトリエに同時にいっしょにいなかったようである。
少年の生き生きとした表情と注意深い視線は、マルタを訪れた後の画家たちによって数回描写されたほどで、少年自身が魅力的な主題となっている。見事な黒と金のミラノ風の鎧に包まれたヴィニャクールは、堂々と画面外を上向きに見つめている。それで鑑賞者は、畏敬の念を抱いてヴィニャクールを見つめることとなる。少年らしい興味深い表情をしている小姓だけが唯一の完全に人間的な存在として、そして自意識のある鋼の男よりもはるかに共感しやすい存在として、ヴィニャクールと鑑賞者の空間をつなぎ合わせている。小姓との二重の肖像画は、当時としては珍しい組み合わせであった。自分の威厳ある宮廷を誇示するためにヴィニャクールが発注した可能性があるが、カラヴァッジョがティツィアーノの別の肖像画に触発された可能性もある。カラヴァッジョは、若い時にミラノでティツィアーノの『軍隊に演説するアルフォンソ・ダヴァロス』 (プラド美術館、マドリード) を見たのかもしれない。その絵画は、ミラノのスペイン総督が自分の兜を横にいる小姓に持たせて、騎士たちに訓示を与えているところを表しているのである。